# María Félix
María de los Ángeles Félix Güereña (Álamos, 8 april 1914 – Mexico-Stad, 8 april 2002) was een Mexicaans actrice.
Félix werd geboren in de staat Sonora met een Yaqui-vader en een Baskische moeder. In de jaren'30 trok ze naar Mexico-Stad, waar ze door Fernando Palacio als actrice ontdekt werd. Haar debuut was in 1942 in El peñón de las ánimas van Miguel Zacarias. Ze werd in de jaren 40 een ster in de Latijns-Amerikaanse filmwereld en werd geportretteerd door onder anderen Jean Cocteau, Diego Rivera en Leonora Carrington en speelde in films van onder anderen Emilio Fernández, Julio Bracho, Luis Buñuel, Fernando de Fuentes en Jean Renoir, meestal in de rol van de archetypische femme fatale. Félix was een van de eerste Mexicaanse actrices die ook internationaal doorbrak.
Félix is vijfmaal getrouwd geweest, waaronder met de zanger Raúl Prado, componist Agustín Lara en acteur Jorge Negrete. In 1986 kreeg ze voor haar levenswerk een gouden ariel, Mexico's hoogste filmonderscheiding. Ze overleed op 88-jarige leeftijd aan een hartaandoening.
- Bibsys: 98059772
- Biblioteca Nacional de España: XX1377613
- Bibliothèque nationale de France: cb14046928v (data)
- Catàleg d'autoritats de noms i títols de Catalunya: 981058528704206706
- CiNii: DA13844286
- Gemeinsame Normdatei: 11947719X
- International Standard Name Identifier: 0000 0001 1739 5166
- Library of Congress Control Number: n86035409
- MusicBrainz: 3c0be798-4c22-4106-ad4a-593299bf57fb
- Nationale Bibliotheek van Israël: 987007401554705171
- Système universitaire de documentation: 060381078
- Virtual International Authority File: 5133921
- WorldCat: E39PBJxmH8cGjJrTxPThpggR8C